# Campionati tedeschi di sci alpino 1977
Ai Campionati tedeschi di sci alpino 1977 furono assegnati i titoli di slalom gigante e slalom speciale, sia maschili sia femminili.

## Risultati
| Specialità      | Uomini               | Donne               |
| --------------- | -------------------- | ------------------- |
| Slalom gigante  | Sepp Ferstl          | Pamela Behr         |
| Slalom speciale | Christian Neureuther | Christa Zechmeister |